# Héric
 Héric  es una población y comuna francesa, situada en la región de Países del Loira, departamento de Loira Atlántico, en el distrito de Châteaubriant y cantón de Nort-sur-Erdre.

## Demografía
| 2624 | 2531 | 2521 | 3140 | 3378 | 3987 |
| Para los censos de 1962 a 1999 la población legal corresponde a la población sin duplicidades (Fuente: INSEE [Consultar]) |      |      |      |      |      |